# Locus (Magazin)
Locus : The Magazine of the Science Fiction & Fantasy Field ist ein englischsprachiges Science-Fiction- und Fantasy-Magazin. Es ist im angelsächsischen Bereich die etablierte Zeitschrift für Branchennachrichten in diesen Genres.

## Geschichte
Locus erschien erstmals 1968 als Ein-Blatt-Fanzine mit Nachrichten aus der SF-Szene, herausgegeben von Charles N. Brown (in den ersten Jahren stets als Charlie Brown), Ed Meskys und Dave Vanderwerf. Nach dem Ausscheiden seiner Partner übernahm Browns damalige Frau Marsha Brown die Herausgabe. Nach seiner Scheidung von Marsha wurde Browns neue Frau Dena Benatan Mitherausgeberin. 1972 zog das Ehepaar Brown von New York nach San Francisco. Im Jahr zuvor war Locus erstmals mit dem Hugo ausgezeichnet worden, dem viele weitere folgen sollten. Ab 1976 widmete sich Brown hauptberuflich der Zeitschrift und wurde nach der Scheidung von Dena 1977 alleiniger Herausgeber.
In den 1970er Jahren professionalisierte sich Locus zunehmend, 1977 wurde ein erster Mitarbeiter eingestellt, der Umfang nahm zu und die Zeitschrift erschien nun monatlich. Von 1974 an verzeichnete Locus alle SF-Veröffentlichungen in den USA. 1980 betrug die Auflage 5.000 und erreichte 1984 7.000 Exemplare, von 1998 bis 1994 schwankte die Auflage zwischen 8.100 und 8.700. 1983 wurde auf Computersatz umgestellt und der Umfang auf 48 Seiten erweitert, ab 1992 auf 74 Seiten, seither haben die Ausgaben zwischen 70 und 80 Seiten.

## Inhalte und Organisation
Wichtige Bestandteile von Locus sind die Nachrichten aus der Branche, die neben den USA auch Großbritannien und andere Länder erfassen und die ausführlichen Buchbesprechungen, die einen erheblichen Teil des Inhalts ausmachen.
Locus Online
Die Internet-Version Locus Online startete im April 1997. Der Inhalt der Online-Version besteht aus Kurzmeldungen und Artikeln der Print-Version, letztere oft in Auszügen. Außerdem finden sich hier Verzeichnisse von Interviews und Rezensionen sowie die kumulativen Jahresverzeichnisse der in den USA erschienenen Science-Fiction ab 2002 (siehe unten Locus Index to Science Fiction).
Neben der Online-Version gibt es eine mit der Druckausgabe inhaltsidentische digitale Ausgabe in den Formaten PDF, Kindle-Mobi und EPUB, die sowohl separat als auch in Kombination mit der Print-Ausgabe abonniert werden kann.
Locus Science Fiction Foundation
Locus erscheint im Verlag Locus Publications mit Sitz in Oakland. Dem übergeordnet ist die Locus Science Fiction Foundation (LSFF), ein gemeinnütziges Unternehmen, dessen Hauptaufgabe die Publikation von Locus sowohl in der Druck- als in der Online-Fassung ist. Weiterhin organisiert die LSFF die jährlichen Locus Awards und betreut die Locus Collection, eine umfangreiche Sammlung historischer Materialien und Schriften zu Science-Fiction und Fantasy.  
Locus Awards
Der Locus Award gilt neben dem Hugo Award und dem Nebula Award als eine der bedeutendsten Auszeichnungen für SF- und Fantasy-Literatur. 
Die Vergabe des Preises beruht auf einer Leserbefragung. Ursprünglich dazu gedacht, Empfehlungen und Vorschläge für die kommende Vergabe des Hugos zu machen, war die Beteiligung an den Locus Awards oft höher als bei Hugo und Nebula zusammen, weshalb die Ansicht vertreten wird, dass der Locus Award das Urteil des SF-Fandoms repräsentativer darstellt als der auf einer Abstimmung der Worldcon-Teilnehmer beruhende Hugo Award.
The Locus Index to Science Fiction
Der Locus Index to Science Fiction ist eine umfassende kumulative Bibliographie der in den USA erscheinenden SF & Fantasy ab 1984. Er entstand, als Charles N. Brown zusammen mit William G. Contento begann, zunächst die in der monatlichen Books Received-Kolumne von Locus enthaltenen Titel jährlich zusammenzufassen. Mit der vollständiger und genauer werdenden Erfassung von Neuerscheinungen wurden auch die Jahreszusammenstellungen zu immer wertvolleren bibliographischen Hilfsmitteln, ab 1988 ergänzt durch die von Hal W. Hall zusammengestellten Verzeichnisse von Forschungsliteratur. Es erschienen einige Ausgaben des Index auf CD-ROM, zuletzt 2009. Inzwischen ist der Index online verfügbar, und zwar die Jahressammlungen bis 2007 mit einigen ergänzenden Listen auf locusmag.com, die Listen ab 2002 finden sich unter Ressourcen auf Locus Online.
The Locus Index to Science Fiction Awards
Der Locus Index to Science Fiction Awards war ab 2000 die maßgebliche Quelle für Preise und Preisverleihungen im Bereich SF & Fantasy. Häufig waren die Einträge hier aktueller und vollständiger als die Inhalte auf den Webseiten der verleihenden Institutionen. Seit 2012 ist das Verzeichnis obsolet und ersetzt durch die Science Fiction Awards+ Database. Das alte Homepage besteht weiter ohne die Datenbank-Inhalte und enthält nur noch einige Essays.

## Herausgeber
- 1968 (#1–8): Charles N. Brown, Dave Vanderwerf, Edmund R. Meskys
- 1968 bis 1969 (#9–45) : Charles N. Brown, Marsha Brown
- 1970 (#46–59): Charles N. Brown
- 1970 bis 1977 (#60–206): Charles N. Brown, Dena Brown (anfangs als Dena Benatan)
- 1977 bis 2009 (#207–583): Charles N. Brown
- seit 2009 (ab #584): Liza Groen Trombi

## Auszeichnungen
Seit 1971 war Locus zusammen mit seinen Herausgebern Gewinner des Hugo Award in den einschlägigen Kategorien auf nahezu regelmäßiger Basis. 1970 erstmals nominiert, war Locus Hugo-Gewinner in den folgenden Jahren:
- 1971 als Fanzine (Charles N. Brown)
- 1972 bis 1978 als Amateur Magazine (Charles N. und Dana Brown)
- 1980 bis 1983 als Fanzine (Charles N. Brown)
- 1984 bis 1992 und 1996 bis 2002 als Semiprozine (Charles N. Brown)
- 2003 und 2004 als Semiprozine (Charles N. Brown, Jennifer A. Hall und Kirsten Gong-Wong)
- 2006 bis 2010 als Semiprozine (Charles N. Brown, Liza Groen Trombi und Kirsten Gong-Wong)
- 2011 und 2012 als Semiprozine (Liza Groen Trombi und Kirsten Gong-Wong)

Insgesamt erhielt Locus 30 Hugos. Nach einer Änderung der Regularien war eine Auszeichnung als Semiprozine nach 2012 nicht mehr möglich.
Außerdem war Locus zwischen 1983 und 1997 beim Science Fiction Chronicle Readers Poll 13-mal nominiert, jeweils mit Platz 2 oder 3.